# Vrisko to logo na zo
Vrisko To Logo Na Zo (gr. Βρίσκω Το Λόγο Να Ζω, ang. I Find The Reason To Live) – trzeci album greckiej piosenkarki Eleny Paparizou w języku greckim i czwarty w jej karierze. Został wydany 12 czerwca 2008 roku. 

## Lista utworów
- Podstawowy album

1. "I Kardia Sou Petra" – 4:30
2. "Kita Brosta" – 3:42
3. "Porta Gia Ton Ourano" – 2:57
4. "Pios" – 4:04
5. "Agapi San Listia (Historias De Danzon Y De Arrabal)" – 4:16
6. "Mathe Prota N'Agapas" – 4:15
7. "Eisai I Foni" – 3:21
8. "Pirotehnimata" – 4:13
9. "Den Tha' Me Do" – 3:50
10. "Papeles Mojados" (w duecie z Chambao) – 3:50
11. "To'Heis I De To'Heis (Hip Teens Don't Wear Blue Jeans)" – 3:28
12. "Mi Mou Milas Gi' Antio" – 3:35
13. "To Fili Tis Zois" (dodatkowy utwór) – 3:38

- Vrisko To Logo Na Zo: Deluxe Edition

CD:
1. "I Kardia Sou Petra" – 4:30
2. "Kita Brosta" – 3:42
3. "Porta Gia Ton Ourano" – 2:57
4. "Pios" – 4:04
5. "Agapi San Listia (Historias De Danzon Y De Arrabal)" – 4:16
6. "Mathe Prota N'Agapas" – 4:15
7. "Eisai I Foni" – 3:21
8. "Pirotehnimata" – 4:13
9. "Den Tha' Me Do" – 3:50
10. "Papeles Mojados" (w duecie z Chambao) – 3:50
11. "To'Heis I De To'Heis (Hip Teens Don't Wear Blue Jeans)" – 3:28
12. "Mi Mou Milas Gi' Antio" – 3:35
13. "To Fili Tis Zois" (dodatkowy utwór) – 3:38
14. "Ola Ine Mousiki" – 3:22
15. "Pirotehnimata" (Disco Hook Remix) – 4:15
16. "Mesa Sou" (wersja VMA) – 3:42
17. "Porta Gia Ton Ourano" (wersja VMA) – 3:15

DVD: (Live in Concert)
1. "Porta Gia Ton Ourano"
2. "I Kardia Sou Petra"
3. "Panta Se Perimena (Idaniko Fili)"
4. "Iparhi Logos"
5. "Mambo!"
6. "Alli Mia Fora"
7. "Teardrops"
8. "To Fili Tis Zois"
9. "Agapi San Listia"
10. "Se Pion Na Miliso"
11. "Eisai I Foni"
12. "Mesa Sou (wersja VMA)"
13. "Anapandites Kliseis"
14. "Pirotehnimata"
15. "Treli Kardia"
16. "Gigolo"
17. "To'Heis I De To'Heis"
18. "Paradigmatos Hari"
19. "Stis Eklisias Tin Porta" (w duecie z Manosem Pirovolaksisem)
20. "My Number One" (w duecie z Manosem Pirovolaksisem)
21. "Mazi Sou"
22. "The Light in Our Soul"

Bonus: Backstage Iliko

## Single
"Porta Gia Ton Ourano"
Pierwszy singel to "Porta Gia Ton Ourano" i ukazał się w radiu 8 kwietnia 2008 roku.
"I Kardia Sou Petra"
Drugi singel to "I Kardia Sou Petra" i po raz pierwszy pojawił się w radiu Orange FM 93.2. 2 czerwca 2008 roku, a wideoklip został wyemitowany na oficjalnej stronie Paparizou w serwisie Youtube. Singel zdobył pierwsze miejsca na digital download i radiowych listach przebojów. "I Kardia Sou Petra" wciąż znajdowało się na listach w grudniu 2008 roku.
"Pirotehnimata"
Trzeci singel to "Pirotehnimata". Planowo wideoklip miał ukazać się we wrześniu, ale datę przesunięto z powodu dobrych wyników "I Kardia Sou Petra" na listach przebojów. Wideoklip został nagrany w grudniu w klubie Iera Odos, przed wielkim ekranem wideo. Teledysk, jak dwa poprzednie, został znowu reżyserowany przez Alexandrosa Gramatopoulosa. Utwór został oficjalnie wydany jako singel radiowy 22 grudnia 2008 roku. Wideoklip pojawił się na Youtube 24 grudnia, a premiera w telewizji będzie miała miejsce 27 grudnia w specjalnym odcinku programu Mega Star. Utwór "Pirotehnimata" 24 stycznia 2009 roku zadebiutował na Billboard Greek Digital Singles Chart, zdobywając drugie miejsce.
"Eisai I Foni"
Czwarty singel to "Eisai I Foni". 25 lutego 2009 roku pojawił się wideoklip piosenki. Do jego stworzenia wykorzystano wykonanie utworu przez Paparizou w Theatro Vrahon "Melina Merkouri" podczas jej Summer Tour'u.

## Historia wydania
Data wydania była często zmieniana. Na początku Paparizou ogłosiła podczas wywiadu dla MAD TV, że album zostanie wydany 25 maja 2008 roku, ale datę przesunięto na 6 czerwca 2008 roku. Część sklepów muzycznych mówiła o dacie 5 czerwca 2008 roku. W końcu, w wywiadzie dla Orange FM Paparizou ogłosiła, że album zostanie wydany 12 czerwca 2008 roku. 11 czerwca 2008 roku album pojawił się na greckim iTunes.
| Kraj   | Data wydania    | Wytwórnia | Format           | Wersja           |
| ------ | --------------- | --------- | ---------------- | ---------------- |
| Grecja | 11 czerwca 2008 | Sony BMG  | digital download | podstawowy album |
| Grecja | 12 czerwca 2008 | Sony BMG  | CD               | podstawowy album |
| Grecja | 22 grudnia 2008 | Sony BMG  | CD, DVD          | Deluxe Edition   |
| Cypr   | 12 czerwca 2008 | Sony BMG  | CD               | podstawowy album |
| Cypr   | 22 grudnia 2008 | Sony BMG  | CD, DVD          | Deluxe Edition   |

## Osoby związane z albumem

### Produkcja
- Kierownictwo produkcji i aranżacji: DON-K
- Producent wykonawczy: Giannis Doksas

### Personel
- Śpiew: Elena Paparizou, Paola Komini
- Gitary: Esbjorn Orhwall, Mats Berntoft, Foivos Zazaropoulos, Sofie Lindblom
- Bębny: Henrik Nordrnback
- Bas: Esbjorn Orwhall, Mats Berntoft, Thanasis Xonthros
- Fotografia: Kostas Avgoulis (D-Tales)
- Stylizacja: Al Giga (effex+)
- Makijaż: Giannis Marketakis (effex+)
- Stylizacja włosów: Christos Kallaniotis (effex+)
- Dyrektor fotografii: Georgia Mihalopoulou

## Osiągnięcia

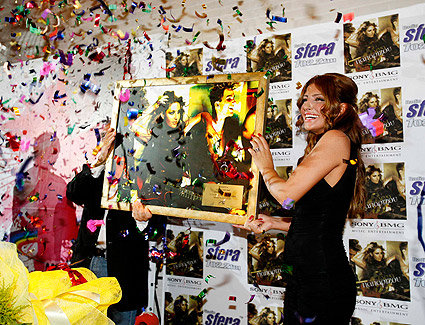
Elena Paparizou otrzymuje złotą płytę za Vrisko To Logo Na Zo

Album w ciągu 3 dni osiągnął 1 miejsce w sprzedaży na greckim iTunes i zdobył status złotej płyty w jeden tydzień po wydaniu. W tygodniu trwającym od 22 do 28 czerwca, na greckiej liście albumów zadebiutował na pierwszym miejscu i utrzymał się tam przez 4 tygodnie. Na cypryjskiej liście przebojów przez 5 tygodni zajmował drugie miejsce, ale nigdy nie zdobył pierwszego miejsca. 1 września 2008 roku ogłoszono, że album Vrisko To Logo Na Zo osiągnął status platyny, a 16 września odbyło się wręczenie certyfikatu. W ciągu tygodnia od 31 sierpnia do 6 września, album powrócił na pierwsze miejsce na liście.
Płyta zdobyła drugie miejsca na obu listach podsumowujących rok 2008 w Grecji, zorganizowanych przez organizację IFPI za 50 najlepszych greckich albumów 2008 roku i 50 najlepszych greckich i międzynarodowych albumów 2008 roku.
| Lista                                                        | Organizacja wydająca certyfikat | Najlepsza pozycja | Ilość tygodni na liście | Wyróżnienie |
| ------------------------------------------------------------ | ------------------------------- | ----------------- | ----------------------- | ----------- |
| Grecka lista albumów                                         | IFPI                            | 1(5 tygodni)      | 18                      | platyna     |
| Cypryjska lista albumów                                      | All Records Top 20              | 2                 | 27                      | –           |
| 50 najlepszych greckich albumów 2008 roku                    | IFPI                            | 2                 | –                       | –           |
| 50 najlepszych greckich i międzynarodowych albumów 2008 roku | IFPI                            | 2                 | –                       | –           |